# بنكرياس منقسم
البنكرياس المنقسم هو عيب خلقي في تشريح قنوات البنكرياس؛ حيث لا تلتقي القناة البنكرياسية الأمامية والخلفية لتكونا قناة واحدة في الجنين، بل تظلان منفصلتين.

## الأسباب
أثناء تكون جنين الإنسان توجد قناتان في البنكرياس القناة الأمامية والخلفية، وفي أغلب الأجنة (90%) تتحدان سوياً لتتكون القناة البنكرياسية الرئيسية، بينما في 10% تقريباً من الأجنة تفشل القناتان في الاتحاد لينتج البنكرياس المنقسم.
في الرحم يتم أغلب النزح في البنكرياس عن طريق القناة الخلفية التي تفتح في الحليمة العفجية الصغيرة، بينما تقوم القناة الأمامية بنزح الكمية الأقل من عصارة البنكرياس، وتفتح في الحليمة العفجية الكبيرة.
وينعكس الوضع في البالغين؛ لتقوم القناة الأمامية بنزح 70% من عصارة البنكرياس؛ لذا ففي البنكرياس المنقسم يتم أغلب النزح عن طريق القناة الخلفية التي تفتح في الحليمة الصغرى.

## الأعراض
أغلب المصابين لا يعانون من أعراض طوال حياتهم، ولا يتم تشخيصهم ولا يحتاجون لعلاج، بينما يعاني عدد أقل من نوبات التهاب البنكرياس أو ألم مزمن في البطن بلا التهاب في البنكرياس.
ولا يعرف حتى الآن سبب مؤكد لألم البطن والتهاب البنكرياس الذي قد يعاني منه المصاب، تفترض إحدى النظريات أنه بسبب ضيق الحليمة الصغرى فلا تتمكن القناة الخلفية من تصريف كل العصارة فترتد إلى القناة الخلفية مما يرفع الضغط فيها فيسبب ألم البطن والتهاب البنكرياس، ويعتقد البعض أنه لابد من وجود أسباب أخرى.

### الأعراض التي قد يعاني منها المصاب
- ألم في البطن (المنطقة فوق المعدية وقد يرجع الألم إلى الظهر (ألم منقول)
- انتفاخ
- قيء
- غثيان[1]

## التشخيص
- تحاليل معملية: يتم قياس مستوى الإنزيمين: ليباز وأميلاز
- تصوير بالموجات فوق الصوتية
- أشعة مقطعية
- تصوير البنكرياس بالتنظير الباطني بالطريق الراجع
- تصوير البنكرياس بالموجات الكهرومغناطيسية[1][3]

## العلاج
لا يحتاج المصاب لعلاج ما لم يعاني من أعراض، أما في حالة وجود ألم أو التهاب يتم توسيع الحليمة البنكرياسية الصغرى (بضع المصرة) حيث تُفتح القناة البنكرياسية الرئيسية، ويتم الإجراء عن طريق المنظار أو الجراحة، وقد يتم تركيب دعامة في القناة لضمان عدم انغلاقها ثانيةً.

## روابط خارجية
- MedicineNet
- 00303 على النص التشعبي التعاوني للأشعة (CHORUS)